# Brug 373
Brug 373 is een vaste brug in Amsterdam-Noord.
De brug vormt de verbinding tussen de Zunderdorpergouw (oostkant) en de Buikslotermeerdijk / Beemsterstraat (westkant). Ze overspant daarbij de ringsloot / ringvaart van de Buikslotermeerpolder. Er ligt hier al tijden een brug. De atlas van Jacob Kuyper van rond 1865 laat hier al een brug zien. De Zunderdorpergouw schampt hier het meest oostelijke punt van de Buiksloterringvaart en -polder. Op genoemde kaart liep deze gouw (een dorpsstraat) vanuit Zunderdorp ongehinderd door naar Nieuwendam. Zunderdorp maakte lange tijd deel uit van de gemeente Nieuwendam, totdat de gemeente op eigen verzoek in verband met de financiële draagkracht van de gemeente in 1921 door Amsterdam werd geannexeerd.

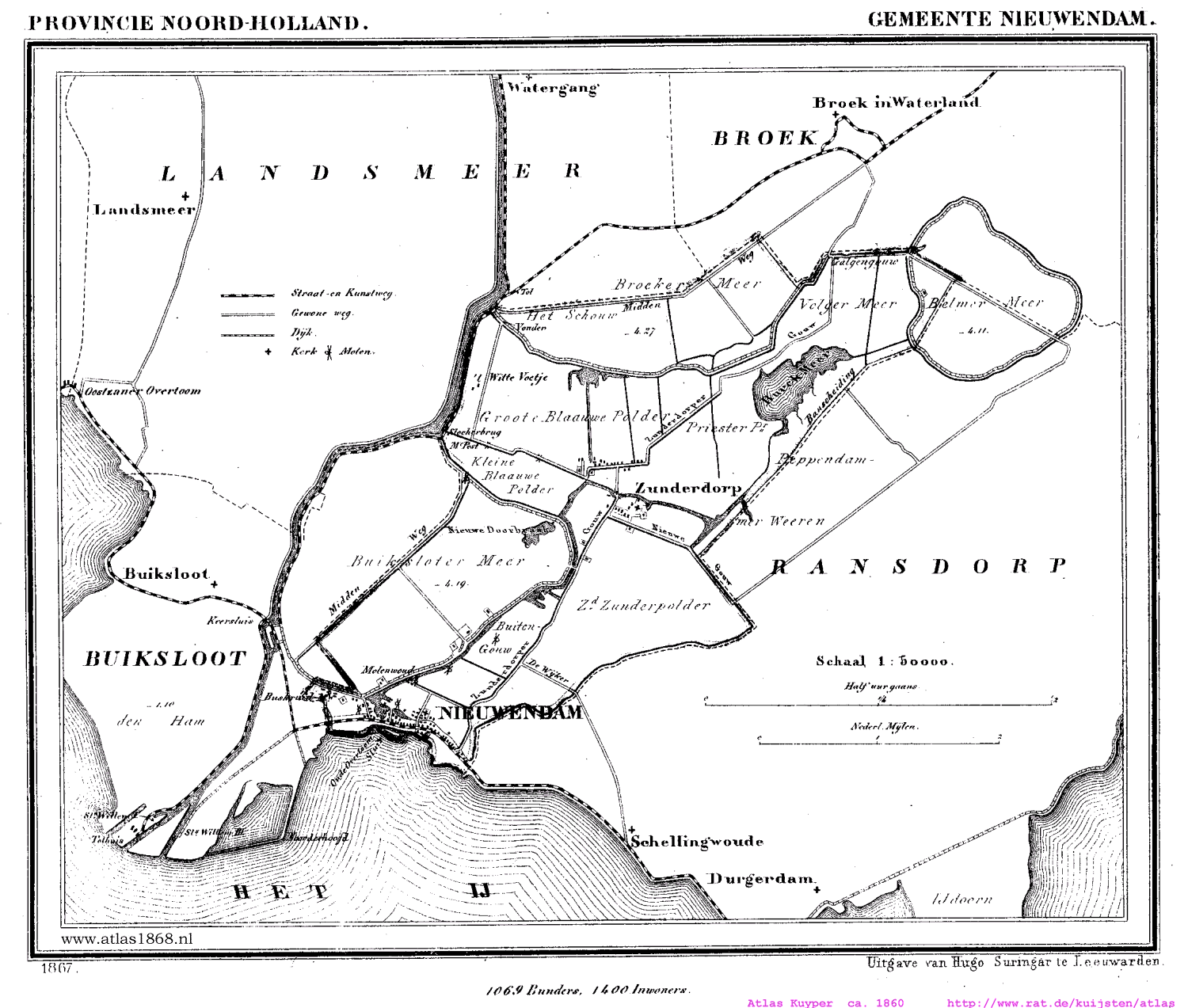
Kaart van Jacob Kuyper.

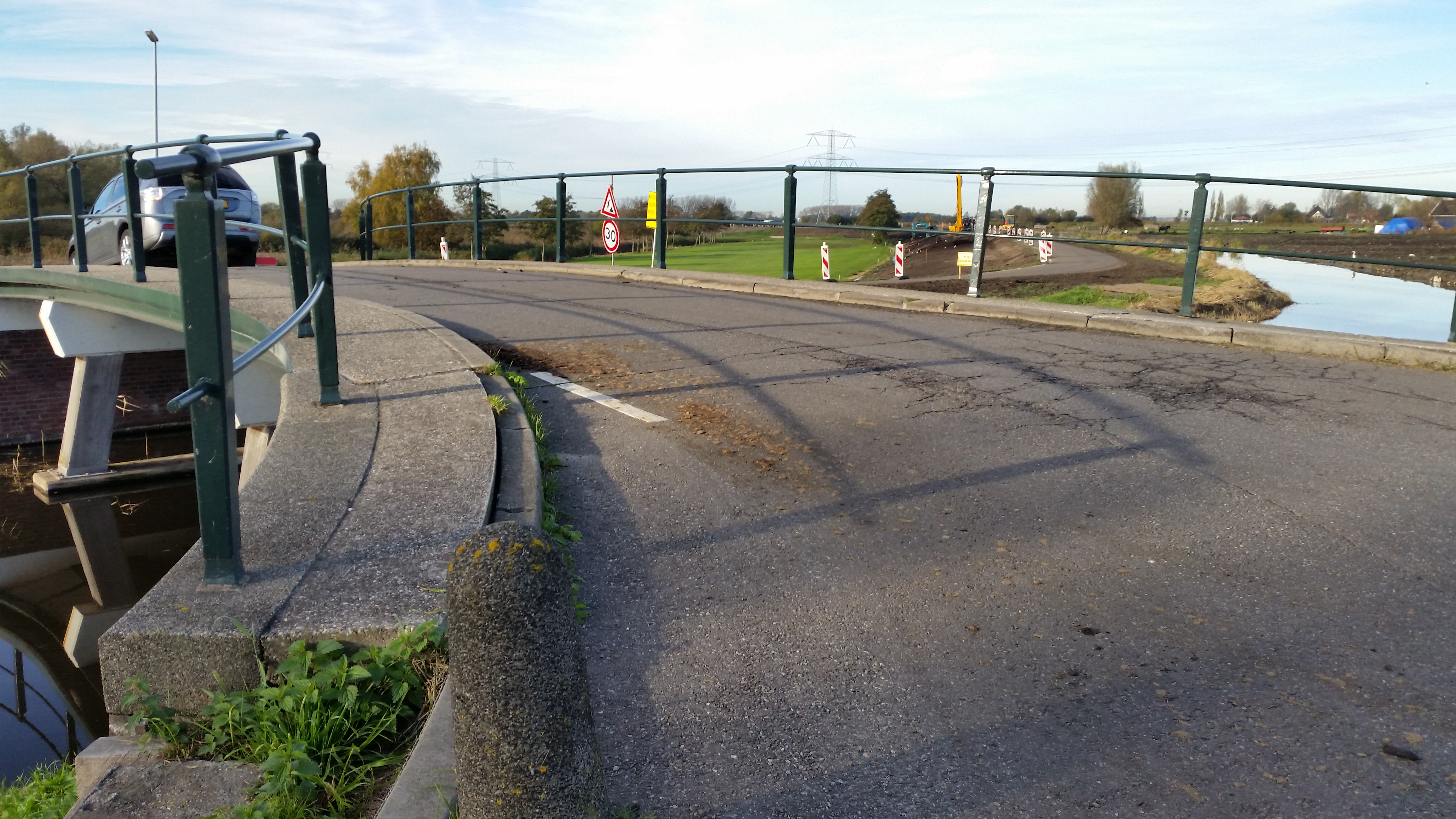
Brug 373 (november 2018)

Op 25 augustus 1924 schreef de gemeente Amsterdam een aanbesteding uit voor het "slopen van twee beschoeiingen en een houten bruggetje alsmede het opbouwen van beschoeiingen en een nieuw bruggetje". In 1927 trok koningin Wilhelmina en haar gevolg nog over die brug tijdens een rondrit in het Waterlandengebied.
Rond 1950 werd geconstateerd dat de brug versleten was en dat opnieuw nieuwbouw nodig was. De Dienst der Publieke Werken kwam met een klassiek uitziende brug. In september 1952 namen de werkzaamheden een aanvang; in de zomer van 1953 kon het verkeer over de brug. Het kunstwerk wordt gedragen door een hout paalfundering. Er zijn stalen liggers toegepast tussen betonnen landhoofden. Om de brug te kunnen bouwen moest ontheffing aangevraagd worden voor transport over dit B-weggensysteem.
In 2018 ligt de doorgaande weg tussen Zunderdorp en Nieuwendam juist over de brug, direct ten zuiden van de brug stuit de Zunderdorpergouw hier op een gracht / sloot die parallel loopt met de Rondweg Amsterdam. Er loopt langs die gracht / sloot alleen een fietspad (Zwartegouw).
De brug wordt in de volksmond PEN-brug genoemd; er stond jarenlang een gebouwtje van de Provinciaal Elektriciteitsbedrijf van Noord-Holland (PEN) aan de westkant van de brug.
<<< · 300 · 301 · 302 · 303 · 304 · 305 · 306 · 307 · 308 · 309 · 310 · 311 · 312 · 313 · 314 · 315 · 316 · 317 · 318 · 320 · 321 · 322 · 323 · 324 · 325 · 327 · 328 · 330 · 331 · 332 · 333 · 334 · 335 · 336 · 337 · 338 · 339 · 340 · 341 · 342 · 343 · 344 · 345 · 346 · 347 · 348 · 349 · 350 · 351 · 352 · 353 · 354 · 355 · 356 · 357 · 358 · 359 · 360 · 361 · 362 · 363 · 364 · 365 · 366 · 367 · 368 · 371 · 372 · 373 · 374 · 375 · 376 · 377 · 378 · 379 · 380 · 381 · 382 · 383 · 385 · 386 · 387 · 388 · 389 · 390 · 391 · 392 · 393 · 394 · 395 · 396 · 397 · 398 · 399 · >>>
Brugnummers 319, 326, 329 (tijdelijke duiker in de Ringspoordijk), 369, 370, 384 zijn niet (meer) vergeven.